# Мшана-Дольна
Мшана-Дольна (пол. Mszana Dolna)  —  город  в Польше, входит в Малопольское воеводство,  Лимановский повят.  Имеет статус городской гмины. Занимает площадь 27,1 км². Население — 7431 человек (на 2004 год).